# アノミー (アルバム)
『アノミー』は、2011年3月16日にソニー・ミュージックアソシエイテッドレコーズから発売された、日本のバンド、amazarashiのメジャー3枚目のミニアルバムである。

## 概要
アルバムタイトルにも採用されているアノミーが、川島海荷の初主演テレビドラマ「ヘブンズ・フラワー The Legend of ARCANA (TBS系列)」の主題歌に起用された。ただ、楽曲自体はドラマの為の書き下ろしでは無く、寺山修司著「アダムとイヴ、私の犯罪学」をモチーフにした楽曲である。
また、「アノミー」はamazarashiのフル規格の楽曲としては演奏時間が最も短く、約4分であったが、2015年にリリースされたシングル「スピードと摩擦」の演奏時間・3分32秒に記録を破られた。
2011年8月7日にカナダで行われた、SIGGRAPHの「Commercials, Games, and Music」のカテゴリーで、アノミーのミュージックビデオが上映された。

## 収録曲
| 全作詞・作曲: 秋田ひろむ。 |                                |            |            |      |
| #                          | タイトル                       | 作詞       | 作曲・編曲 | 時間 |
| 1.                         | 「アノミー」                   | 秋田ひろむ | 秋田ひろむ | 4:04 |
| 2.                         | 「さくら」                     | 秋田ひろむ | 秋田ひろむ | 5:56 |
| 3.                         | 「理想の花」                   | 秋田ひろむ | 秋田ひろむ | 2:25 |
| 4.                         | 「ピアノ泥棒」                 | 秋田ひろむ | 秋田ひろむ | 5:31 |
| 5.                         | 「おもろうてやがて悲しき東口」 | 秋田ひろむ | 秋田ひろむ | 2:35 |
| 6.                         | 「この街で生きている」         | 秋田ひろむ | 秋田ひろむ | 6:06 |
| 合計時間:                  | 合計時間:                      | 26:40      |            |      |